# Autocoder
Autocoder – prawdopodobnie pierwszy pracujący prosty kompilator. Został napisany przez Alicka E. Glennie w 1952 roku i tłumaczył symboliczne instrukcje na język maszynowy dla komputera Manchester Mark I.

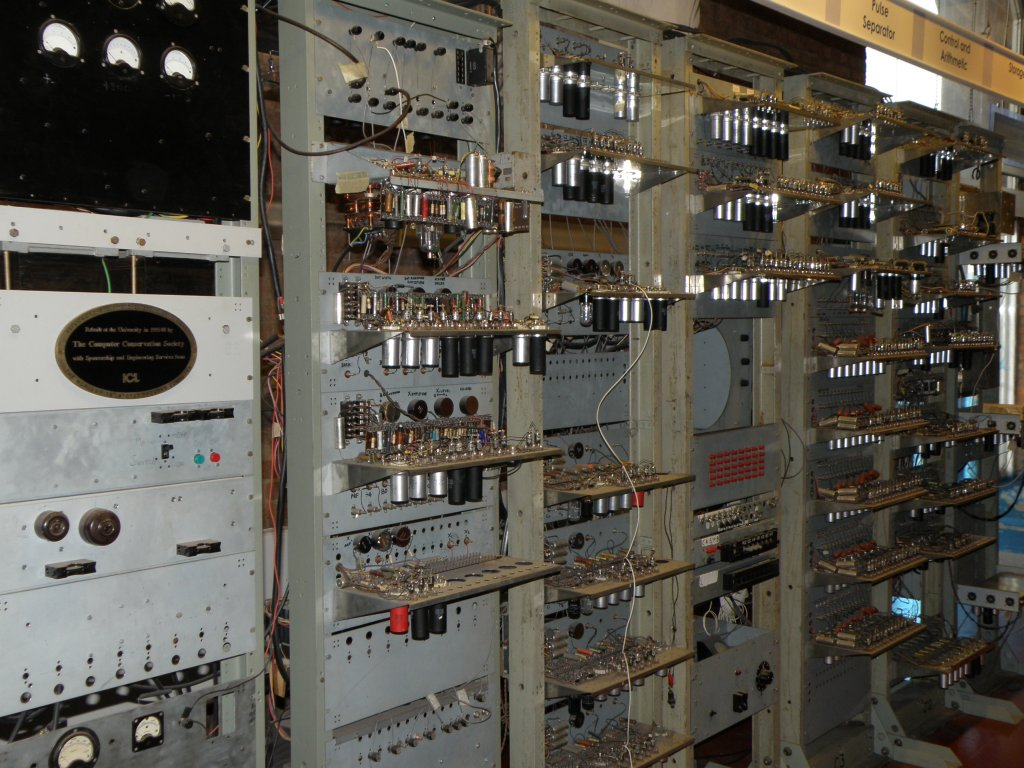
Poprzednik Manchester Mark I – replika SSEM